# Sérotine isabelle
Ne doit pas être confondu avec Eptesicus serotinus.
Eptesicus isabellinus
Espèce
Synonymes
- Eptesicus (Eptesicus) serotinus isabellinus (Temminck, 1840)[1]
- Eptesicus serotinus isabellinus David Harrison, 1963[1]
- Vespertilio isabellinus Temminck, 1840[1]

Statut de conservation UICN

 LC  : Préoccupation mineure
La Sérotine isabelle (Eptesicus isabellinus) est une espèce de chauves-souris de la famille des Vespertilionidae et qui se rencontre dans la péninsule ibérique, au Maroc, en Algérie, en Tunisie et en Libye.

## Systématique
Le statut taxonomique d'Eptesicus isabellinus a été révisé à plusieurs reprises depuis sa description initiale. Cette espèce a été initialement décrite en 1840 par le zoologiste néerlandais Coenraad Jacob Temminck qui l'a placé dans le genre Vespertilio, le nommant Vespertilio isabellinus.
En 1887, le zoologiste français Fernand Lataste a laissé entendre qu'il croyait que la Sérotine isabelle était une sous-espèce de la chauve-souris sérotine, Eptesicus serotinus, par Harrison 1963,.
En 1963, David L. Harrison a déterminé que morphologiquement, Eptesicus isabellinus était indiscernable d'Eptesicus serotinus, et a suggéré que son nom devrait être Eptesicus serotinus isabellinus pour le reconnaître comme une sous-espèce de ce dernier.
En 2006, Ibáñez et d'autres ont examiné l'ADN mitochondrial de plusieurs membres de l'espèce européenne Eptesicus, trouvant une diversité génétique considérable. Ils ont conclu qu’Eptesicus serotinus était un complexe d'espèces composé d'espèces morphologiquement similaires mais génétiquement distinctes. Ils ont recommandé que Eptesicus serotinus isabellinus soit élevé au rang d'espèce, ce qui suggère un retour au nom Eptesicus isabellinus si la population du Sud de la péninsule ibérique représentait la même espèce que la population de l'Afrique du Nord (anciennement Eptesicus serotinus boscai), ce qui était le cas.
En 2013, une autre étude a été publiée sur la génétique d’Eptesicus isabellinus, la considère au rang d'espèce.

## Description
L'avant-bras fait 51 mm de long, et le pied arrière mesure 11,6-11,8 mm de long. Cette espèce présente un pelage long et soyeux sur le dos, avec des poils mesurant individuellement 8 mm de long. Les poils sur son ventre sont plus courts, ils font 6 mm de long. Elle se distingue de la Chauve-souris sérotine, étroitement apparentée, par une fourrure beaucoup plus claire et de couleur brun jaunâtre. La marge interne de l'oreille est convexe ; les oreilles sont arrondies à l'extrémité. Le tragus est émoussé à l'extrémité. Les pieds sont grands avec des griffes brunes et des orteils velus.

## Biologie
C'est un insectivore qui se nourrit de coléoptères, de papillons de nuit et de mouches. En particulier, les proies importantes comprennent les scarabées et diverses mouches. Les femelles forment des colonies, composées de 20 à 100 individus.

## Habitat et aire de répartition
Elle a été mentionnée en Espagne, au Portugal, à Gibraltar, au Maroc, en Algérie, en Tunisie et en Libye et ce à des altitudes inférieures à 1 800 m. Pendant la journée, elle se perche dans les crevasses rocheuses, les ponts et les bâtiments. Elle tolère un large éventail de climats et d'habitats, y compris les forêts semi-désertiques, tempérées, les arbustes, les banlieues et les forêts subtropicales sèches. Elle préfère se nourrir dans les habitats ouverts tels que les pâturages et les jardins.

## Préservation
Elle est actuellement évaluée au statut d'espèce préoccupante mineure par l'UICN. Elle répond aux critères de cette inscription car elle est abondante en population et elle est répandue géographiquement. Il n'y a aucune raison de croire que sa population diminue considérablement. Dans certaines régions du Sud de l'Espagne, elle est considérée comme l'une des espèces de chauves-souris les plus courantes.

## Liste des sous-espèces
Selon NCBI (19 juillet 2021) :
- sous-espèce Eptesicus isabellinus boscai
- sous-espèce Eptesicus isabellinus isabellinus